# Atletica leggera ai Giochi della XXX Olimpiade - Staffetta 4×400 metri femminile

Video ufficiale della Finale

Ai Giochi della XXX Olimpiade, la competizione della staffetta 4×400 metri femminile si è svolta il 10 e l'11 agosto 2012 presso lo Stadio Olimpico di Londra.

## Presenze ed assenze delle campionesse in carica
Per i campionati europei si considera l'edizione del 2010.
| Competizione      | Atleta      | Prestazione |           |
| ----------------- | ----------- | ----------- | --------- |
| Olimpiadi 2008    | Stati Uniti | 3'18”54     | Presenti  |
| Commonwealth 2010 | India       | 3'27”77     | Non qual. |
| Europei 2010      | Germania    | 3'24”07     | Presente  |
| Asiatici 2010     | India       | 3'29”02     | Non qual. |
| Panamericani 2011 | Cuba        | 3'28”09     | Presente  |
| Africani 2011     | Nigeria     | 3'31”21     | Presente  |
| Mondiali 2011     | Stati Uniti | 3'18”09     | Presenti  |

## Finale
| Pos.    | Paese         | Atlete                                                                 | Tempo   | Note   |
| ------- | ------------- | ---------------------------------------------------------------------- | ------- | ------ |
| Oro     | Stati Uniti   | DeeDee Trotter Allyson Felix Francena McCorory Sanya Richards-Ross     | 3'16”87 |        |
| Argento | Giamaica      | Christine Day Rosemarie Whyte Shericka Williams Novlene Williams-Mills | 3'20”95 |        |
| Bronzo  | Ucraina       | Alina Lohvynenko Olha Zemlyak Hanna Yaroshchuk Natalja Pyhyda          | 3'23”57 |        |
| 4       | Gran Bretagna | Shana Cox Lee McConnell Perri Shakes-Drayton Christine Ohuruogu        | 3'24”76 |        |
| 5       | Francia       | Phara Anacharsis Muriel Hurtis Marie Gayot Floria Guei                 | 3'25”92 |        |
| 6       | Rep. Ceca     | Denisa Rosolova Zuzana Bergrová Jitka Bartoničková Zuzana Hejnová      | 3'27”77 |        |
| NC      | Nigeria       | Omolara Omotosho Muizat Ajoke Odumosu Regina George Bukola Abogunloko  | -       | Squal. |
| dq      | Russia        | Julija Guščina Antonina Krivošapka Tat'jana Firova Natal'ja Antjuch    | 3'20”23 |        |